# Balochistan Liberation Army

Flagge der BLA

Die Balochistan Liberation Army (Urdu بلوچستان لبریشن آرمی; kurz BLA), auch bekannt als Baloch Liberation Army, deutsch Belutschistan-Befreiungsarmee, ist eine militante Organisation in Pakistan und Afghanistan. Seit 2004 führt die BLA einen bewaffneten Kampf gegen den pakistanischen Staat, um gleiche Rechte und Selbstbestimmung für die Belutschen in Pakistan, die nach Ansicht der BLA in Pakistan unterdrückt werden,  durchzusetzen. Die BLA operiert hauptsächlich in Belutschistan, der flächenmäßig größten Provinz Pakistans, wo sie Angriffe gegen pakistanische Streitkräfte und staatliche Einrichtungen durchführt.

## Bewaffneter Kampf
Die BLA wurde im Sommer 2000 bekannt, nachdem sie eine Anschlagsserie gegen pakistanische Behörden verübt hatte. In den folgenden Jahren gab es vielfache Anschläge, die zu hunderten Todesopfern, auch aus der Zivilbevölkerung führten. Das South Asia Terrorism Portal (SATP) zählte im Zeitraum 2006 bis zum 28. August 2024 insgesamt 246 Vorfälle, bei denen 833 Menschen ums Leben kamen, darunter 249 Zivilisten, 348 Angehörige der Sicherheitskräfte und 216 BLA-Kämpfer, sowie 20 nicht zuzuordnende Personen.
Am 25./26. August 2024 wurden mindestens 50 Personen, darunter 14 Angehörige der Sicherheitskräfte, von der BLA ermordet. Im Distrikt Musakhel errichteten BLA-Kämpfer Straßensperren und kontrollierten anschließend die Identitätsdokumente der Fahrzeuginsassen. 23 Personen, die aus der Provinz Punjab stammten, wurden erschossen und die Fahrzeuge anschließend in Brand gesetzt.
Am 9. November 2024 wurden bei einem Selbstmordattentat am Bahnhof von Quetta mindestens 26 Menschen getötet und 62 weitere verletzt. Die BLA übernahm die Verantwortung und gab an, dass der Anschlag pakistanischen Soldaten gegolten habe; vierzehn Soldaten waren unter den Todesopfern. Es war das erste Mal, dass die Befreiungsarmee von Belutschistan das Zentrum von Quetta angriffen hat.
Am 11. März 2025 überfielen rund 100 Kämpfer der Belutschistanischen Befreiungsarmee (BLA) einen Zug in der pakistanischen Provinz Belutschistan. Sie sprengten die Gleise, um den Zug zu stoppen, nahmen 450 Passagiere als Geiseln und suchten gezielt nach Nicht-Belutschen, insbesondere Punjabis. Die BLA drohte mit Konsequenzen, sollte eine Befreiung versucht werden, und forderte die Freilassung inhaftierter Kämpfer. Bis zum 12. März befreiten pakistanische Sicherheitskräfte 190 Geiseln und töteten 30 der Angreifer, während einige Terroristen mit einer unbekannten Anzahl von Geiseln flohen. Auch unter den Passagieren gab es Tote.

## Einstufung als terroristische Organisation
Die BLA wird seit dem 7. April 2006 von Pakistan und seit Juli 2006 vom Vereinigten Königreich als Terrororganisation klassifiziert. Am 2. Juli 2019 wurde die BLA durch das US-Außenministerium offiziell als globale Terrororganisation eingestuft. Von Menschenrechtsorganisationen wurde der BLA vorgeworfen, dass sie ethnische Säuberungen und gewaltsame Aktionen gegen Nicht-Belutschen befürworte und zu verantworten habe.